# Ріпинці (Чортківський район)

Рі́пинці — село в Україні, у Бучацькій міській громаді Чортківського району Тернопільської області. До 2020 центр колишньої сільради. До Ріпинців приєднано хутір Семінче.

## Географія
Розташоване на річці Вільховець, у центрі району. Через село пролягає автошлях Т 2016 Бучач — Товсте.

## Історія
Село Репеничі серед сусідніх сіл згадується у грамоті 7 червня 1471 р.
Раніше село називалось не Ріпинці, а Ропинці. Далеко за селом знаходилось заболочене поле. На цій місцевості виходила на поверхню вода. Вона була настільки насичена сіллю, що аж пінилась. Від цього і пішла назва Ропинці. З часом вона змінилась на тепер всім відому, як Ріпинці.
Перша писемна згадка датується 1785 роком.
Діяли «Просвіта», «Луг», «Січ» та інші товариства, кооператива.
Школа у селі за Австро-Угорщини і ЗУНР була з українською мовою навчання, в час польської окупації — двомовною.
19 березня 1867 р. у селі згоріла місцева церква
У 1982 році згоріла місцева пам'ятка — дерев'яна церква Покрови Пречистої Діви Марії.
12 червня 2020 року, відповідно до розпорядження Кабінету Міністрів України № 724-р «Про визначення адміністративних центрів та затвердження територій територіальних громад Тернопільської області» увійшло до складу Бучацької міської громади.
19 липня 2020 року, в результаті адміністративно-територіальної реформи та ліквідації Бучацького району, увійшло до складу новоутвореного Чортківського району.
З 11 грудня 2020 р. належить до Бучацької міської громади.

## Релігія
Є церква Покрови Пресвятої Богородиці (1995, мурована), 2 каплиці (1870, кам'яна і 1992, мурована).

### Римсько-католицька каплиця
Зведена в 1892 році місцевими власниками Волянськими.

## Пам'ятки
- Дерев'яна церква Покрови Пречистої Діви Марії (1887, пошкоджена 1944)[8]

У селі є пам'ятки історії місцевого значення:
- пам'ятний знак воїнам-землякам, які загинули в роки Другої світової війни (1975), у 100 м на південь від Будинку культури (охоронний номер 287)
- могила жертви сталінського режиму Михайла Андрусеньківа (загинув у квітні 1941 р. при облаві), на сільському кладовищі (охоронний номер 1339)
- братська могила жертв тоталітарного режиму Йосифа та Івана Мосціпанів (1946), на сільському кладовищі (охоронний номер 1340)

Встановлено пам'ятні хрести:
- місійний (1880)
- на честь скасування панщини (1888)
- 950-ліття Хрещення Русі (1938)

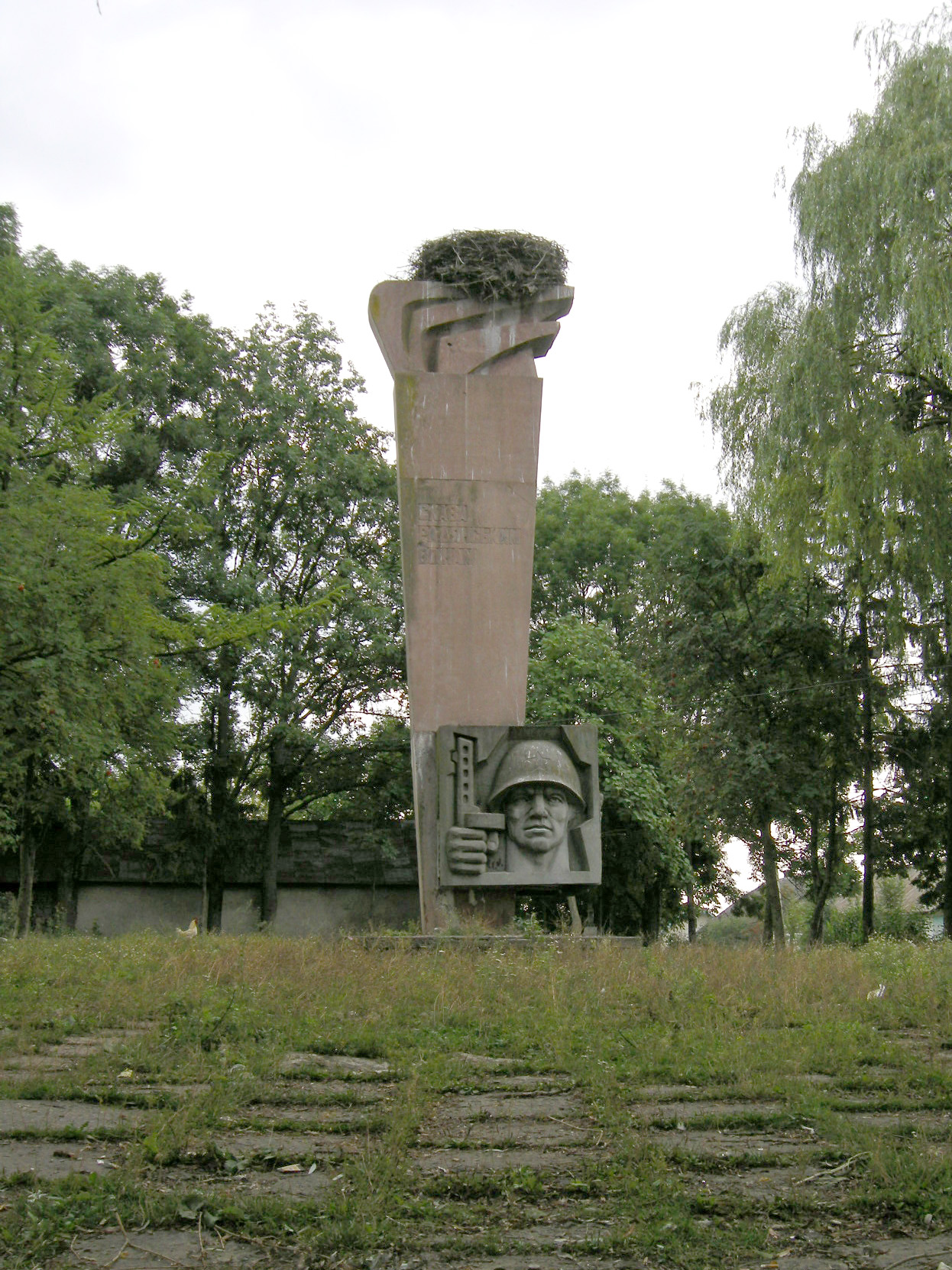
Пам'ятний знак воїнам-землякам
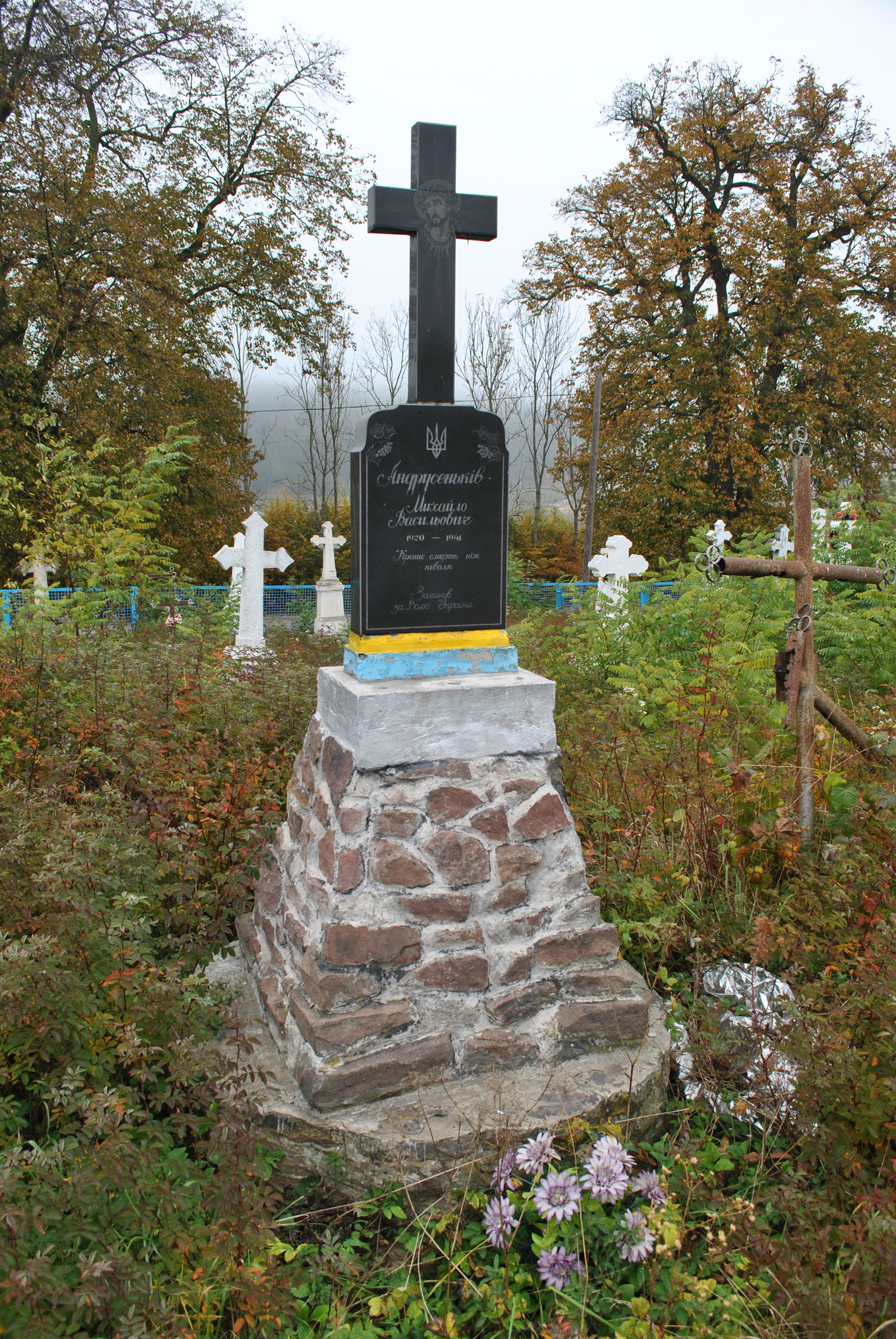
Могила Михайла Андрусеньківа
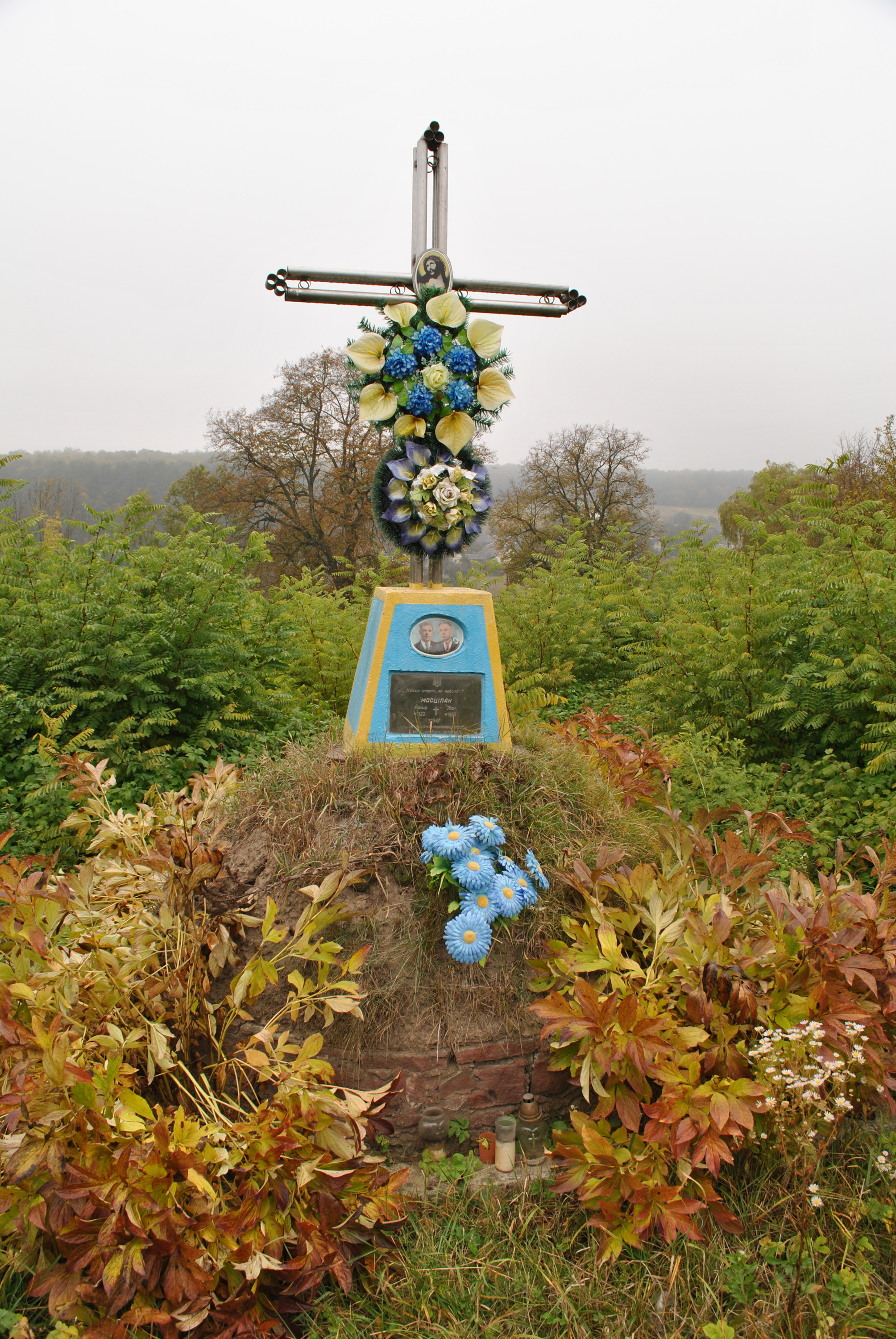
Братська могила Йосифа та Івана Мосціпанів

## Соціальна сфера
Працюють загальноосвітня школа І-ІІ ступенів, клуб, бібліотека, ФАП, відділення зв'язку, торгові заклади.

## Книги про село
Вчитель історії місцевої школи Михайло Луців упорядкував і видав книжку «Крізь призму століть: Помірці-Ріпинці», де подав відомості про ці села.

## Населення
У 2007 році кількість мешканців села становила 630 осіб.
Прізвища мешканців: Андрусишин, Андрушків, Василюк, Воронецький, Гаврилюк, Галаван, Грицуляк, Данкевич, Думак, Захарчук, Іваськів, Іванишин, Іванів,Іваноньків,Івасишин,Кобилянський, 
Ковбас, Козоріз, Кузь, Кухаришин, Лугова, Мартинюк, Матура, Міщанчук, Москвин, Пискливець, Побуринний, Прокопишин, Пукало, Рекіс, Римар, Тихохід, Трінька, Тустановський, Фарбота, Холод, Чвіль, Чип, Чухрій, Швець, Щербатий, Ясінський, Балацький

### Мова
Розподіл населення за рідною мовою за даними перепису 2001 року:
| Мова       | Кількість | Відсоток |
| ---------- | --------- | -------- |
| українська | 624       | 100%     |

### Народилися
- Іваноньків Богдан Михайлович — діяч культури, диригент
- Кавчук Іларій Михайлович — почесний шахтар.
- граф Владислав Кшиштоф Фелікс Волянський — дідич села,[10] зять графа Мавриція Дідушицького,[11]
- граф Владислав Маврицій Волянський — дідич села, розстріляний більшовиками у Києві,[12] його дружина — графиня Юлія Пінінська,[13] небога намісника Галичина Леона Пінінського
- Петрівський Ґерард Василь (1885—1969) — релігійний діяч, римо-католицький священик-францисканець, місіонер в Китаї та Японії[14].

## Галерея

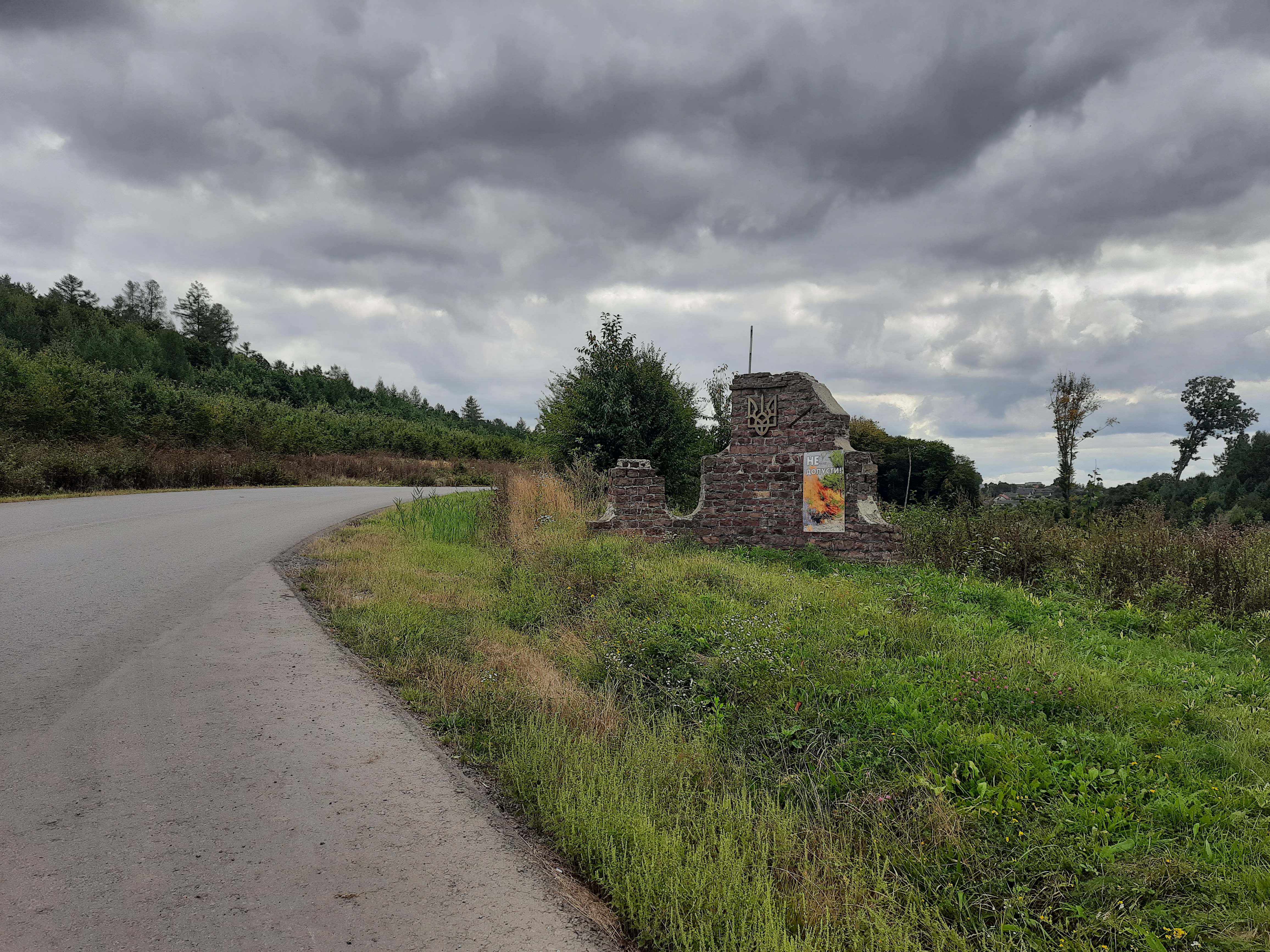
В'їзд у село
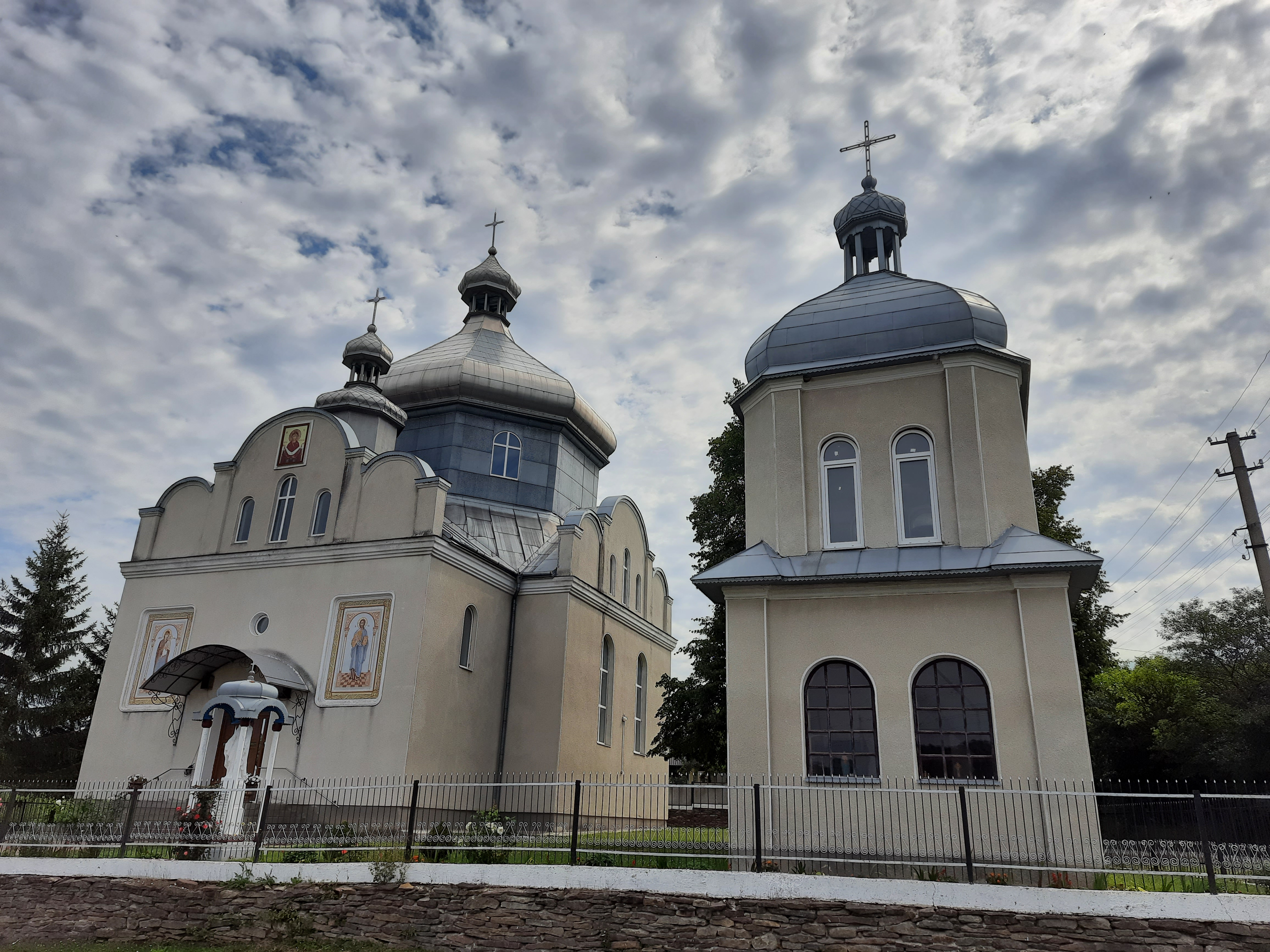
Церква Покрови Пресвятої Богородиці
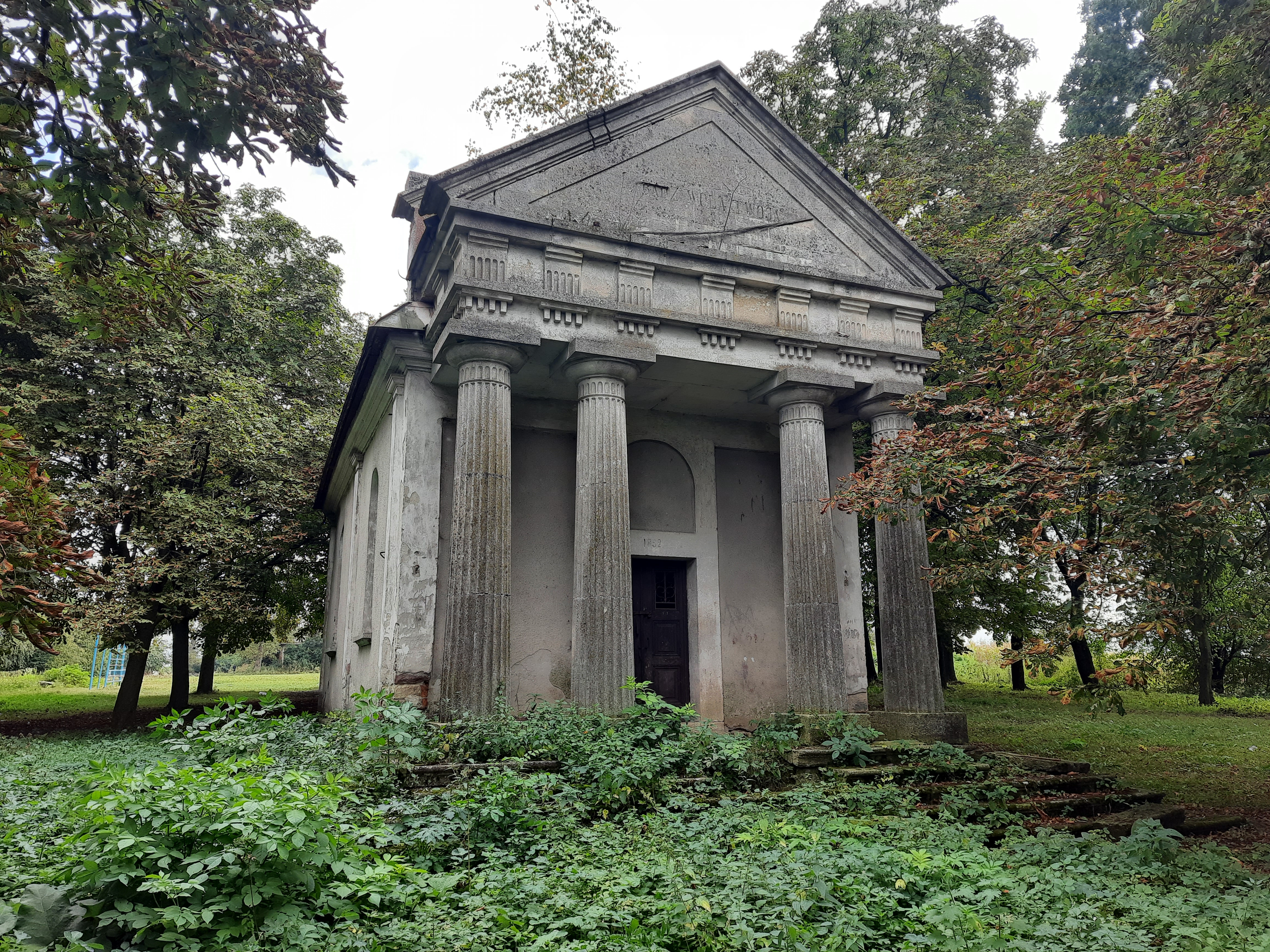
Римо-католицька каплиця
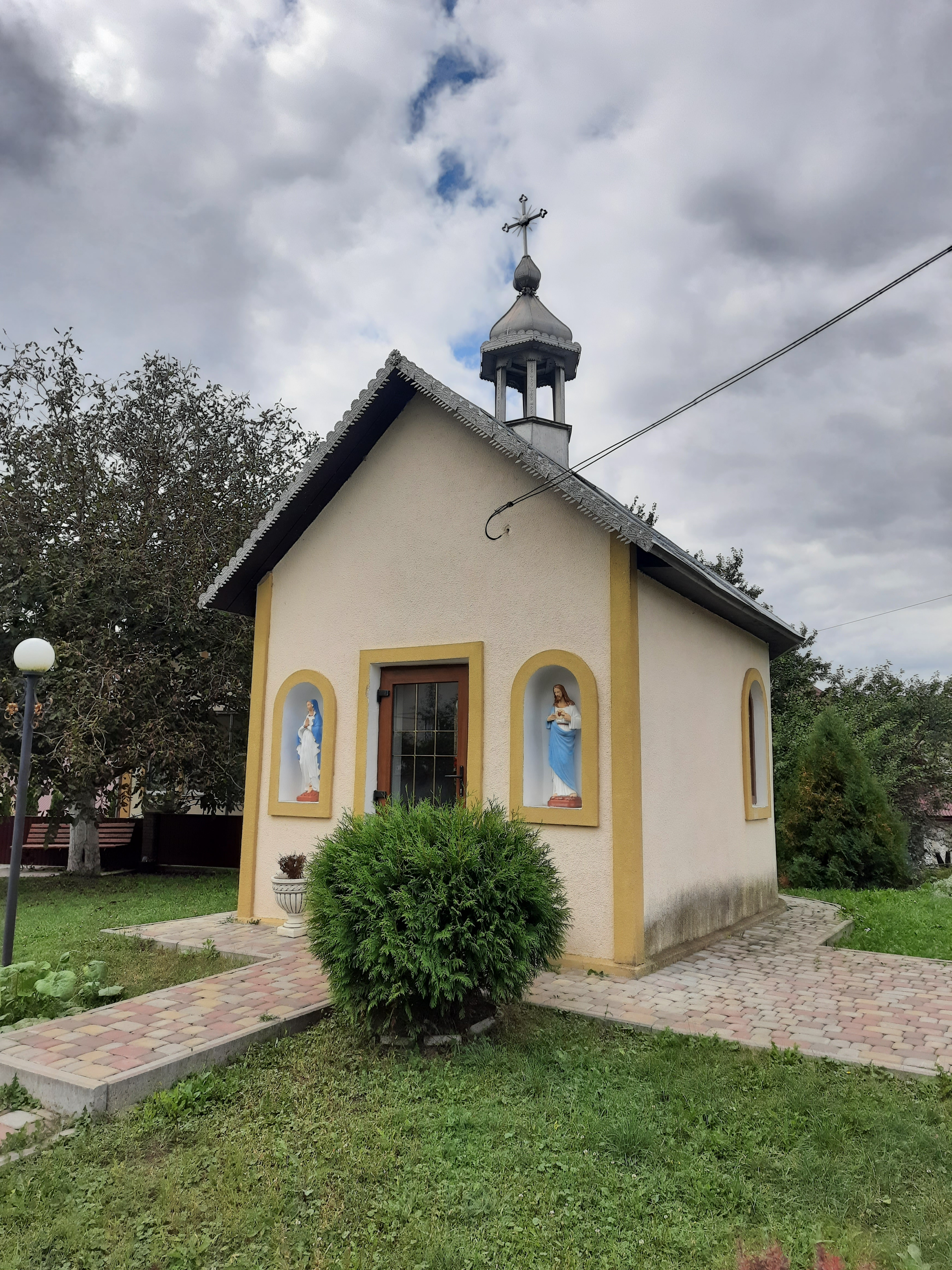
Капличка
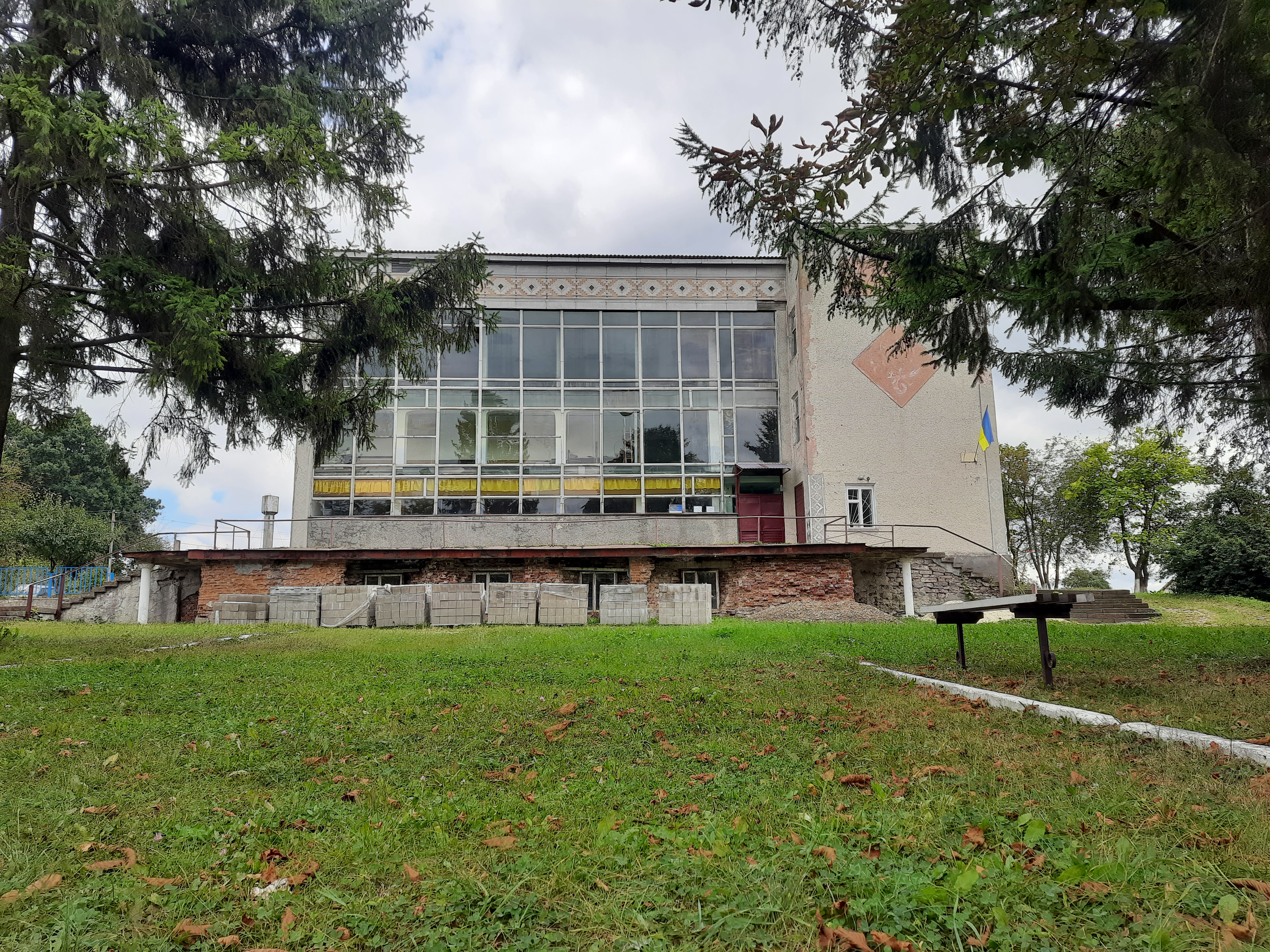
Будинок культури
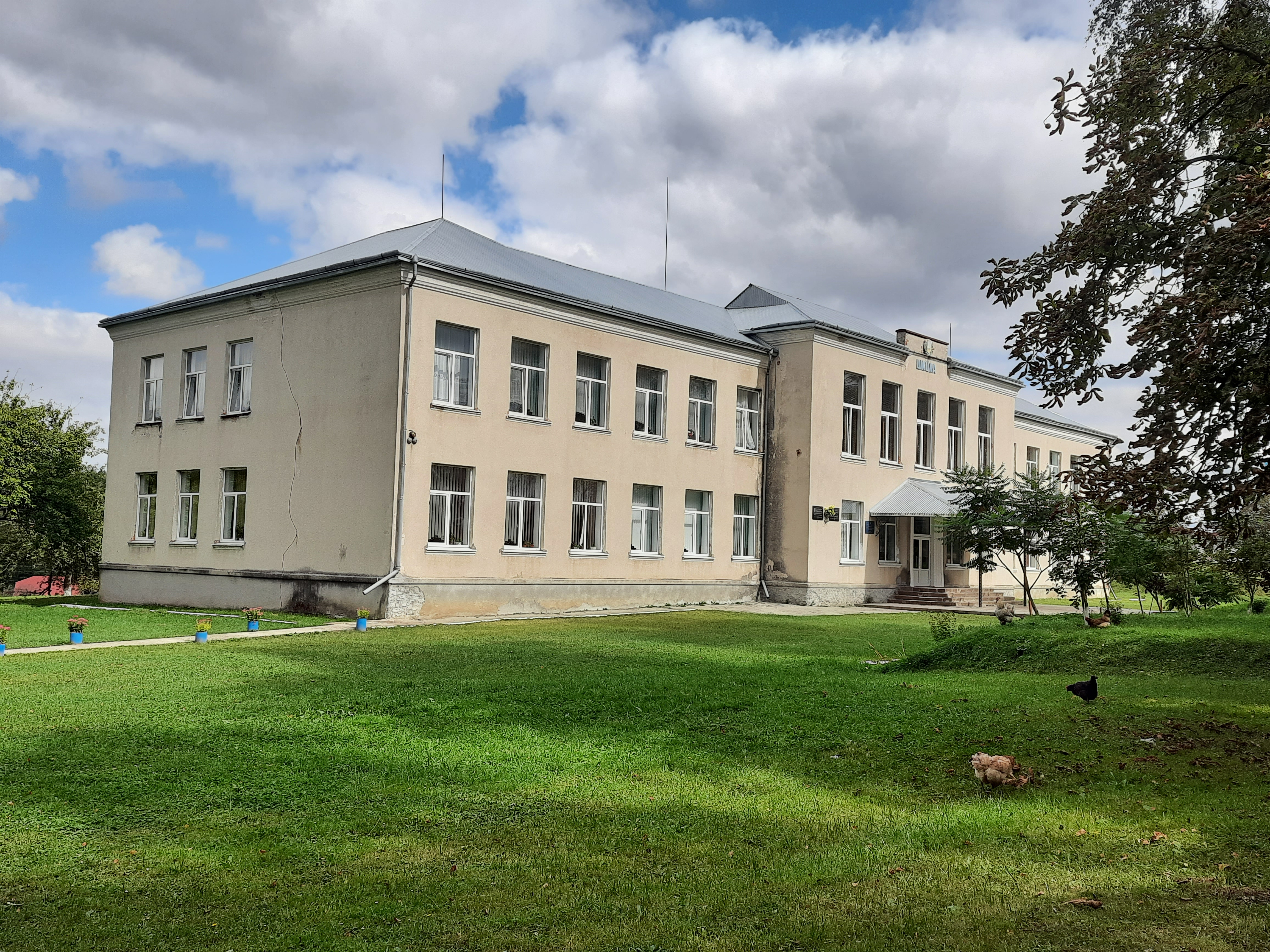
Школа
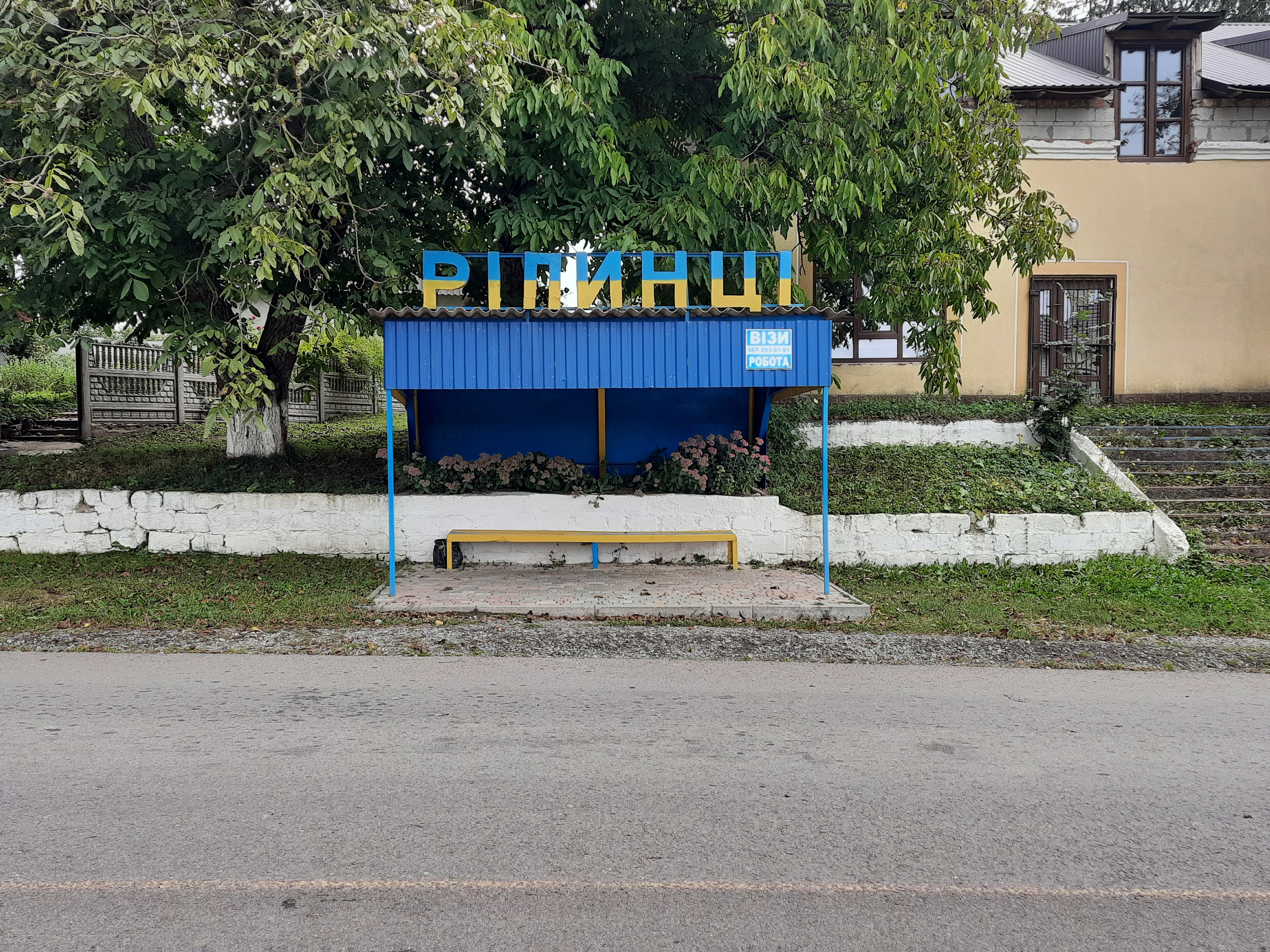
Автобусна зупинка